# Phoebus Hitzerus Themmen
Phoebus Hitzerus Themmen (Nieuw-Scheemda, 3 mei 1757 – Amsterdam, 15 oktober 1830) was een Nederlands arts en dichter.
Na zijn studie vestigde Themmen zich in Amsterdam en paste daar als eerste een koepokinenting toe. Hij was ook bekend als dichter; tussen 1793 en 1804 verschenen van hem 3 delen Fabelen en vertelsels.